# Pekka T. Lehtinen
Pour les articles homonymes, voir Lehtinen.
Pekka T. Lehtinen est un arachnologiste finlandais.

## Biographie
Pekka T. Lehtinen travaille à l'université de Turku.

## Quelques taxons décrits
- Afroblemma
- Anansia
- Andoharano
- Astavakra
- Caraimatta
- Carpathonesticus
- Daramulunia
- Gandanameno
- Gunasekara
- Gunasekara ramboda
- Kukulcania
- Lamania
- Maijana
- Maijana rackae
- Mariblemma
- Micromatta
- Neothyridae
- Nesticella
- Polenecia
- Pritha
- Purumitra
- Rhinoblemma
- Shearella
- Singalangia
- Singalangia sternalis
- Sulaimania
- Sulaimania vigelandi
- Tangaroa
- Wajane
- Zaitunia